# Louis V de Chiny
Pour les articles homonymes, voir Louis V.
Louis V de Looz, né vers 1235, mort à la fin de l'année 1299, fut comte de Chiny de 1268 à 1299. Il était le fils cadet d'Arnoul IV, comte de Looz, et de Jeanne, comtesse de Chiny.

## Biographie
Louis est d'abord fiancé à Catherine de Lorraine, fille du duc de Lorraine. Mais celle-ci décède prématurément avant son mariage. Louis doit alors épouser Jeanne de Bar, fille d'Henri II, comte de Bar.
Il devient comte de Chiny en 1268, ses parents lui ayant confié le comté avant leur décès. Les comtes de la maison de Looz avaient l'habitude de partager leurs biens entre leur fils aîné et leur fils cadet, aussi Louis se vit destiné à Chiny, tandis que Looz reviendrait à Jean Ier.
Il organisa à Chauvency-le-Château, en 1285, un des tournois de chevalerie les plus fameux du Moyen Âge, et qui comptera un nombre de participants très élevé pour l'époque (plus de 500 chevaliers). Le Tournoi de Chauvency fut décrit en vers par le trouvère Jacques Bretel.

## Filiation
Il épousa vers 1258 Jeanne de Bar (1225 † 1299), veuve de Frédéric de Blâmont († 1255) et fille d'Henri II, comte de Bar, et de Philippa de Dreux. 
Ils n'eurent pas d'enfant et Chiny revint après sa mort à son neveu Arnoul V de Looz.